# Narón
Narón és un municipi de la província de la Corunya, a Galícia, situat entre la ria de Ferrol i l'oceà Atlàntic i que pertany a la Comarca de Ferrol. Limita amb els municipis de Ferrol, Valdoviño, San Sadurniño i Neda.
És el quart municipi més poblat de la província i el vuitè de Galícia, amb una població de 39.450 habitants el 2013. Es tracta d'un municipi mixt format per un nucli urbà, que concentra gairebé 30.000 habitants, i set parròquies rurals.

## Demografia
| 8.333 | 12.278 | 14.518 | 29.152 | 34.404 |
| Fonts: INE i IGE (Els criteris de registre censal variaren i les dades de l'INE i de l'IGE poden no coincidir.) |        |        |        |        |

## Parròquies
- Castro (Santa María)
- Doso (San Lourenzo)
- Narón
- Pedroso (San Salvador)
- San Xiao de Narón (San Xiao)
- Sedes (Santo Estevo)
- Trasancos (San Mateo)
- O Val (Santa María a Maior)

## Persones il·lustres
- Pablo Villamar Díaz, polític.